# Push-to-talk

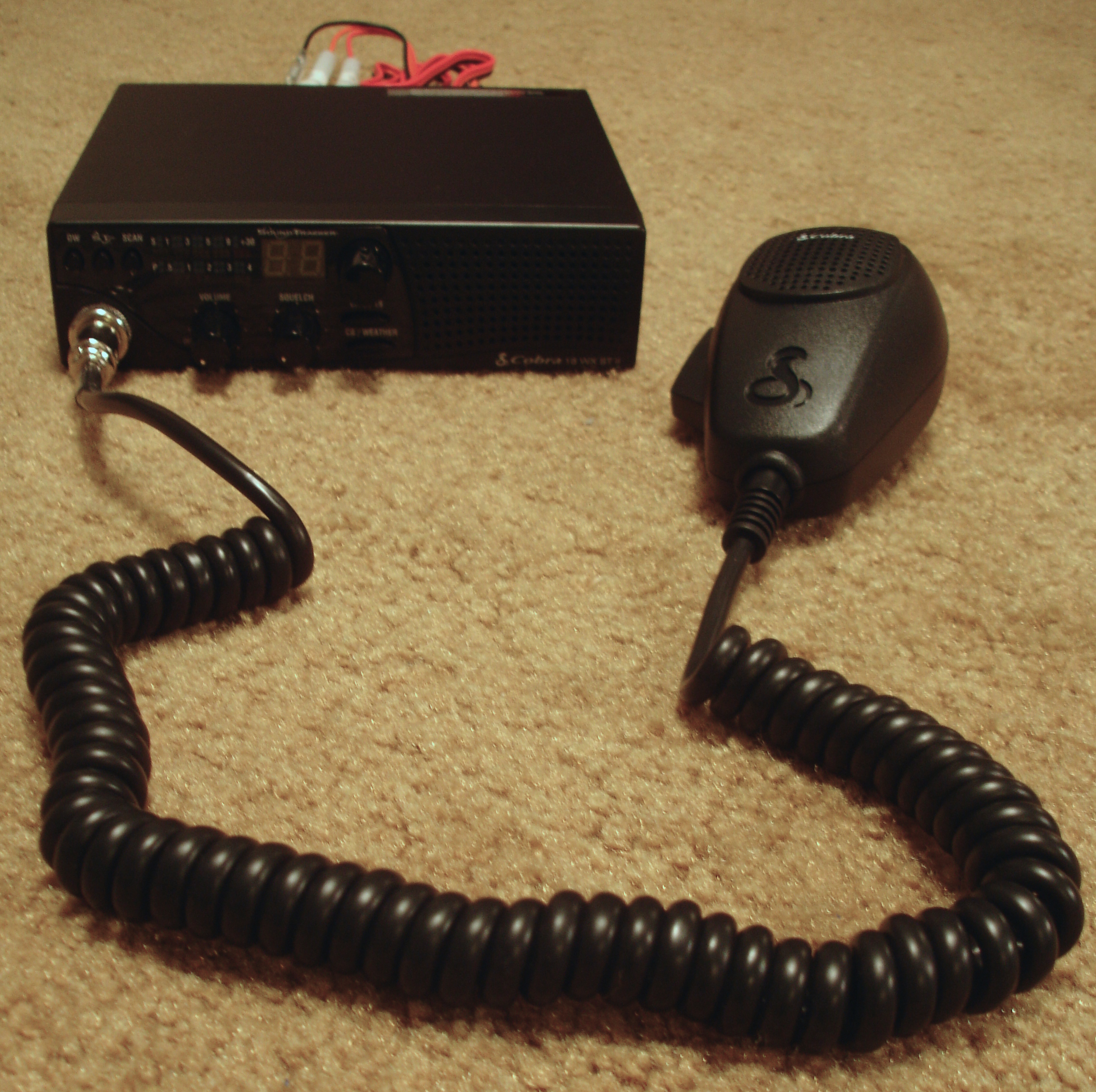
有着PTT按鈕的CB無線電裝置

Push-to-talk（PTT、隨按即說）是一種透過按下開關切換送受信狀態的通信方式，常用於使用半雙工方式的通信渠道，包括雙向無線電系統。
對講機是此類通信方式的例子之一。透過手機網絡提供PTT服務的服務被稱作手機對講服務。

## 參照
- 手機對講服務
- TETRA